# Mikael Lustig
Carl Mikael Lustig (Umeå, 13 dicembre 1986) è un ex calciatore svedese, di ruolo difensore.

## Caratteristiche tecniche
Lustig era un terzino destro, impiegabile anche come centrale di difesa, con caratteristiche sia difensive che offensive.

## Carriera

### Club

#### Inizi, Umeå e GIF Sundsvall
È cresciuto nel settore giovanile del Sandåkerns SK, un piccolo club della sua città natale Umeå. Successivamente è passato al principale club cittadino, l'Umeå FC, con cui ha giocato per due anni nella terza serie nazionale. All'epoca, veniva talvolta schierato come centrocampista.
Nell'agosto del 2005 è avvenuto il suo passaggio al GIF Sundsvall, squadra con cui Lustig nella rimanente parte di stagione ha avuto modo di giocare le sue prime 8 partite in Allsvenskan, nelle quali ha segnato due reti. Il GIF Sundsvall, tuttavia, ha chiuso quel campionato al penultimo posto ed è quindi retrocesso in Superettan. Lustig è rimasto in rosa, e nei due campionati successivi è sceso in campo in 57 delle 60 partite in calendario, contribuendo al ritorno nella massima serie al termine della stagione 2007. Con la maglia del GIF Sundsvall ha iniziato a disputare anche il campionato di Allsvenskan 2008, giocando titolare tutte e undici le partite prima della pausa estiva dovuta agli Europei 2008.

#### Rosenborg
Il 26 luglio 2008 è stato ufficialmente acquistato dai norvegesi del Rosenborg, formazione guidata dall'allenatore svedese Erik Hamrén che ha identificato in Lustig il sostituto del connazionale Fredrik Stoor appena ceduto al Fulham. Lustig ha debuttato con il nuovo club il 3 agosto, nella sconfitta esterna del Rosenborg per quattro a zero contro il Tromsø. Il 31 agosto, invece, ha segnato la sua prima rete, ai danni del Vålerenga. La sua permanenza con i bianconeri è durata tre anni e mezzo, durante i quali la squadra ha conquistato due titoli norvegesi, rispettivamente nel 2009 e nel 2010.

#### Celtic

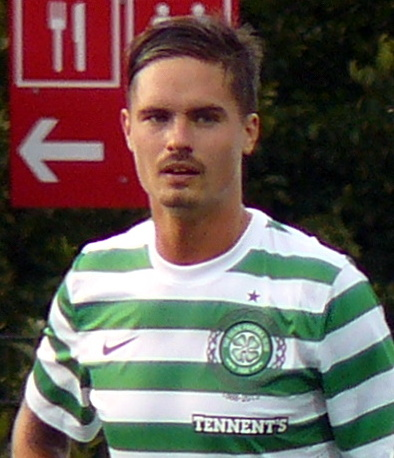
Lustig al nel 2012

Il 23 novembre 2011 il club scozzese del Celtic di Glasgow ha annunciato la firma di un pre-contratto da parte di Lustig, che è approdato a tutti gli effetti nel suo nuovo club il 1º gennaio 2012, anche in questo caso con un accordo iniziale della durata di tre anni e mezzo.
Vestirà a lungo la maglia biancoverde, tanto da festeggiare la presenza ufficiale numero 250 in occasione della semifinale di Coppa di Lega del 28 ottobre 2018 contro gli Hearts.
La stagione 2018-2019 è stata la sua ultima in Scozia. Nei suoi sette anni e mezzo di militanza, il Celtic ha conquistato otto campionati, quattro Coppe di Scozia e quattro Coppe di Lega. Le sue presenze ufficiali con il club sono state complessivamente 273, con 21 gol segnati.

#### Gent
Nell'estat 2019 si è trasferito ai belgi del Gent, con cui ha siglato un contratto triennale. Con la formazione fiamminga ha disputato 30 partite ufficiali, 16 delle quali collezionate nel campionato di Pro League 2019-2020 interrotto anticipatamente per la pandemia di COVID-19.
Il rapporto con il Gent si è interrotto dopo un solo anno, visto che il giocatore nell'agosto del 2020 è stato libero di accasarsi agli svedesi dell'AIK con un contratto fino al 31 luglio 2021. Lustig era già stato in trattativa con l'AIK l'anno precedente, e già nel 2004 aveva svolto un provino con il club. Ha segnato il suo primo gol con l'AIK il successivo 20 settembre, quando ha fissato sul definitivo 3-0 il risultato del derby vinto contro i rivali dell'Hammarby. Nel marzo del 2021 ha rinnovato il proprio contratto con l'AIK fino al 31 dicembre 2022. Lustig si è ritirato dal calcio giocato al termine dell'Allsvenskan 2022: il 6 novembre dello stesso anno è infatti sceso in campo per l'ultima volta nell'ultima giornata di campionato contro l'Elfsborg.

### Nazionale

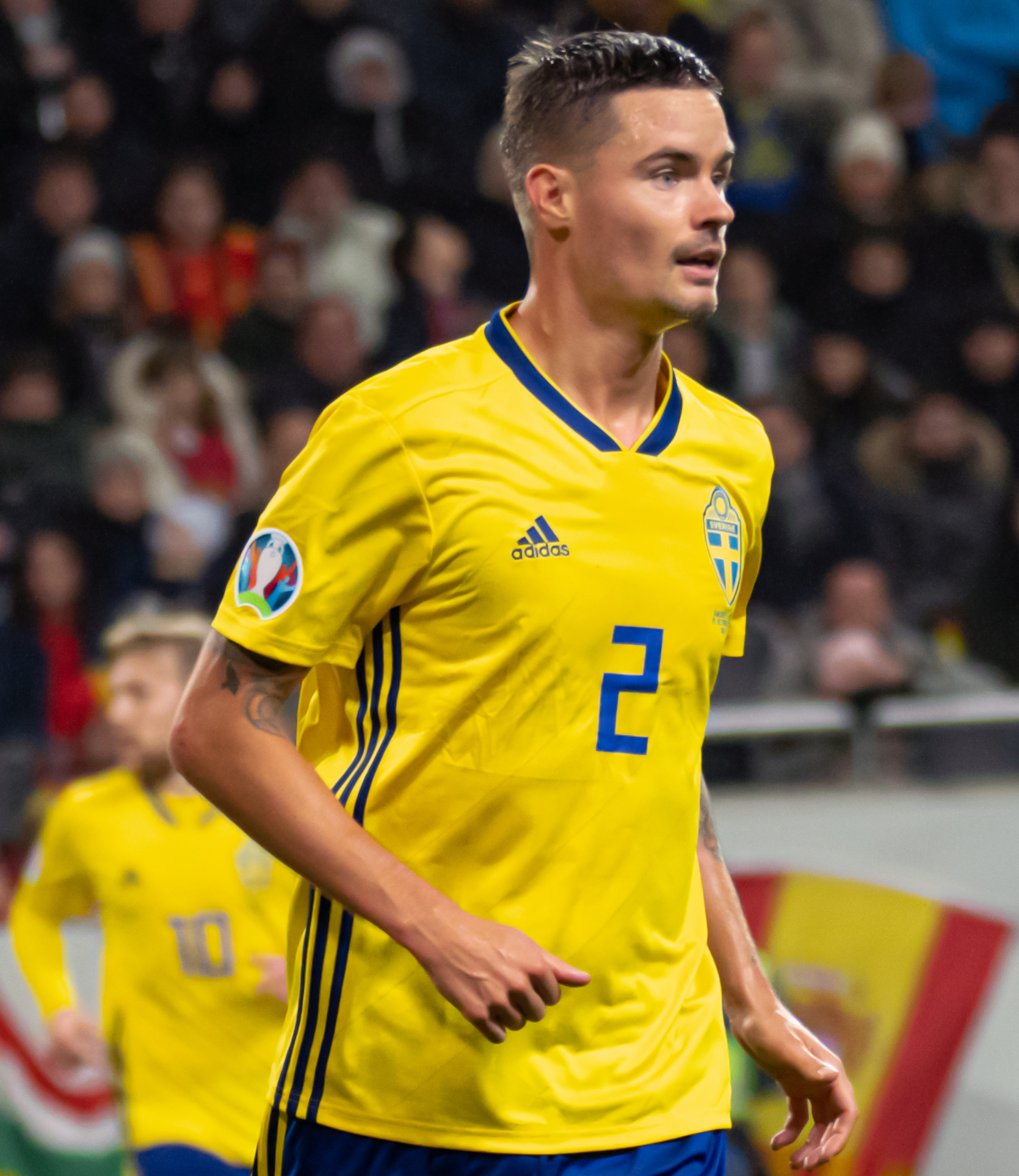
Lustig con la maglia della nazionale maggiore nel 2019

Lustig ha debuttato con la maglia della Svezia il 19 gennaio 2008, in un'amichevole persa per 2-0 contro gli Stati Uniti, dopo aver disputato ventuno partite e aver messo a segno una rete per la Svezia under 21.
Ha partecipato agli Europei 2012, agli Europei 2016 e ai Mondiali 2018. In quest'ultima competizione ha giocato titolare 4 partite, in un cammino che per la Svezia si è interrotto solo ai quarti di finale contro l'Inghilterra, match che Lustig ha dovuto saltare poiché squalificato per somma di ammonizioni.
Qualche anno dopo viene convocato per gli Europei 2020, disputati nel 2021 a causa della pandemia di COVID-19, in cui scende in campo in tutte e quattro le gare disputate dagli svedesi che sono stati eliminati agli ottavi ai supplementari dall'Ucraina (2-1).
Il 13 luglio 2021, poco tempo dopo la fine degli europei, annuncia il proprio ritiro dalla nazionale, con cui ha disputato 94 partite mettendo a segno 6 reti.

## Statistiche

### Presenze e reti nei club
Statistiche aggiornate al 25 maggio 2019.
| Stagione         | Squadra          | Campionato       | Campionato | Campionato | Coppe nazionali | Coppe nazionali | Coppe nazionali | Coppe continentali | Coppe continentali | Coppe continentali | Altre coppe | Altre coppe | Altre coppe | Totale | Totale |
| Stagione         | Squadra          | Comp             | Pres       | Reti       | Comp            | Pres            | Reti            | Comp               | Pres               | Reti               | Comp        | Pres        | Reti        | Pres   | Reti   |
| ---------------- | ---------------- | ---------------- | ---------- | ---------- | --------------- | --------------- | --------------- | ------------------ | ------------------ | ------------------ | ----------- | ----------- | ----------- | ------ | ------ |
| 2008             | Rosenborg        | ES               | 11         | 1          | CN              | 0               | 0               | CU                 | 8                  | 0                  | -           | -           | -           | 19     | 1      |
| 2009             | Rosenborg        | ES               | 25         | 4          | CN              | 3               | 0               | UEL                | 3                  | 1                  | -           | -           | -           | 31     | 5      |
| 2010             | Rosenborg        | ES               | 29         | 4          | CN              | 5               | 2               | UCL+UEL            | 6+6                | 1+0                | SN          | 1           | 0           | 47     | 7      |
| 2011             | Rosenborg        | ES               | 30         | 5          | CN              | 4               | 2               | UCL+UEL            | 4+2                | 1+0                | -           | -           | -           | 40     | 8      |
| Totale Rosenborg | Totale Rosenborg | Totale Rosenborg | 95         | 14         |                 | 12              | 4               |                    | 29                 | 3                  |             | 1           | 0           | 137    | 21     |
| gen.-giu. 2012   | Celtic           | SPL              | 4          | 0          | SC+CdL          | 1+0             | 0               | UEL                | -                  | -                  | -           | -           | -           | 5      | 0      |
| 2012-2013        | Celtic           | SPL              | 23         | 3          | SC+CdL          | 5+2             | 0               | UCL                | 9                  | 0                  | -           | -           | -           | 39     | 3      |
| 2013-2014        | Celtic           | SP               | 16         | 0          | SC+CdL          | 1+1             | 1+0             | UCL                | 12                 | 1                  | -           | -           | -           | 30     | 2      |
| 2014-2015        | Celtic           | SP               | 5          | 2          | SC+CdL          | 1+2             | 0               | UCL+UEL            | 6+2                | 0                  | -           | -           | -           | 16     | 2      |
| 2015-2016        | Celtic           | SP               | 30         | 4          | SC+CdL          | 3+2             | 0               | UCL+UEL            | 5+6                | 0+1                | -           | -           | -           | 46     | 5      |
| 2016-2017        | Celtic           | SP               | 29         | 1          | SC+CdL          | 5+4             | 2+0             | UCL                | 11                 | 1                  | -           | -           | -           | 49     | 4      |
| 2017-2018        | Celtic           | SP               | 26         | 1          | SC+CdL          | 4+3             | 0+2             | UCL+UEL            | 12+1               | 0                  | -           | -           | -           | 46     | 3      |
| 2018-2019        | Celtic           | SP               | 27         | 2          | SC+CdL          | 3+3             | 0+0             | UCL+UEL            | 3+8                | 0                  | -           | -           | -           | 44     | 2      |
| Totale Celtic    | Totale Celtic    | Totale Celtic    | 160        | 13         |                 | 40              | 5               |                    | 75                 | 3                  |             | -           | -           | 270    | 21     |
| Totale carriera  | Totale carriera  | Totale carriera  | 255        | 27         |                 | 52              | 9               |                    | 104                | 6                  |             | 1           | 0           | 412    | 42     |

### Cronologia presenze e reti in nazionale
| Cronologia completa delle presenze e delle reti in nazionale ― Svezia | Cronologia completa delle presenze e delle reti in nazionale ― Svezia | Cronologia completa delle presenze e delle reti in nazionale ― Svezia | Cronologia completa delle presenze e delle reti in nazionale ― Svezia | Cronologia completa delle presenze e delle reti in nazionale ― Svezia | Cronologia completa delle presenze e delle reti in nazionale ― Svezia | Cronologia completa delle presenze e delle reti in nazionale ― Svezia | Cronologia completa delle presenze e delle reti in nazionale ― Svezia |
| Data                                                                  | Città                                                                 | In casa                                                               | Risultato                                                             | Ospiti                                                                | Competizione                                                          | Reti                                                                  | Note                                                                  |
| --------------------------------------------------------------------- | --------------------------------------------------------------------- | --------------------------------------------------------------------- | --------------------------------------------------------------------- | --------------------------------------------------------------------- | --------------------------------------------------------------------- | --------------------------------------------------------------------- | --------------------------------------------------------------------- |
| 19-1-2008                                                             | Carson City                                                           | Stati Uniti                                                           | 2 – 0                                                                 | Svezia                                                                | Amichevole                                                            | -                                                                     |                                                                       |
| 18-11-2009                                                            | Cesena                                                                | Italia                                                                | 1 – 0                                                                 | Svezia                                                                | Amichevole                                                            | -                                                                     | 72’                                                                   |
| 20-1-2010                                                             | Mascate                                                               | Oman                                                                  | 0 – 1                                                                 | Svezia                                                                | Amichevole                                                            | -                                                                     | 76’                                                                   |
| 23-1-2010                                                             | Damasco                                                               | Siria                                                                 | 1 – 1                                                                 | Svezia                                                                | Amichevole                                                            | -                                                                     | 46’                                                                   |
| 3-3-2010                                                              | Swansea                                                               | Galles                                                                | 0 – 1                                                                 | Svezia                                                                | Amichevole                                                            | -                                                                     | 73’                                                                   |
| 29-5-2010                                                             | Stoccolma                                                             | Svezia                                                                | 4 – 2                                                                 | Bosnia ed Erzegovina                                                  | Amichevole                                                            | -                                                                     | 75’                                                                   |
| 2-6-2010                                                              | Minsk                                                                 | Bielorussia                                                           | 0 – 1                                                                 | Svezia                                                                | Amichevole                                                            | -                                                                     |                                                                       |
| 11-8-2010                                                             | Stoccolma                                                             | Svezia                                                                | 3 – 0                                                                 | Scozia                                                                | Amichevole                                                            | -                                                                     | 46’                                                                   |
| 3-9-2010                                                              | Solna                                                                 | Svezia                                                                | 2 – 0                                                                 | Ungheria                                                              | Qual. Euro 2012                                                       | -                                                                     |                                                                       |
| 7-9-2010                                                              | Malmö                                                                 | Svezia                                                                | 6 – 0                                                                 | San Marino                                                            | Qual. Euro 2012                                                       | -                                                                     |                                                                       |
| 12-10-2010                                                            | Amsterdam                                                             | Paesi Bassi                                                           | 4 – 1                                                                 | Svezia                                                                | Qual. Euro 2012                                                       | -                                                                     |                                                                       |
| 17-11-2010                                                            | Göteborg                                                              | Svezia                                                                | 0 – 0                                                                 | Germania                                                              | Amichevole                                                            | -                                                                     | 69’                                                                   |
| 9-2-2011                                                              | Nicosia                                                               | Svezia                                                                | 1 – 1 dts (5 – 6 dtr)                                                 | Ucraina                                                               | Amichevole                                                            | -                                                                     |                                                                       |
| 29-3-2011                                                             | Solna                                                                 | Svezia                                                                | 2 – 1                                                                 | Moldavia                                                              | Qual. Euro 2012                                                       | 1                                                                     |                                                                       |
| 3-6-2011                                                              | Chișinău                                                              | Moldavia                                                              | 1 – 4                                                                 | Svezia                                                                | Qual. Euro 2012                                                       | -                                                                     |                                                                       |
| 7-6-2011                                                              | Solna                                                                 | Svezia                                                                | 5 – 0                                                                 | Finlandia                                                             | Qual. Euro 2012                                                       | -                                                                     |                                                                       |
| 10-8-2011                                                             | Charkiv                                                               | Ucraina                                                               | 0 – 1                                                                 | Svezia                                                                | Amichevole                                                            | -                                                                     | 62’                                                                   |
| 2-9-2011                                                              | Budapest                                                              | Ungheria                                                              | 2 – 1                                                                 | Svezia                                                                | Qual. Euro 2012                                                       | -                                                                     |                                                                       |
| 6-9-2011                                                              | Serravalle                                                            | San Marino                                                            | 0 – 5                                                                 | Svezia                                                                | Qual. Euro 2012                                                       | -                                                                     |                                                                       |
| 7-10-2011                                                             | Helsinki                                                              | Finlandia                                                             | 1 – 2                                                                 | Svezia                                                                | Qual. Euro 2012                                                       | -                                                                     |                                                                       |
| 11-10-2011                                                            | Stoccolma                                                             | Svezia                                                                | 3 – 2                                                                 | Paesi Bassi                                                           | Qual. Euro 2012                                                       | -                                                                     |                                                                       |
| 11-11-2011                                                            | Copenaghen                                                            | Danimarca                                                             | 2 – 0                                                                 | Svezia                                                                | Amichevole                                                            | -                                                                     | 63’                                                                   |
| 15-11-2011                                                            | Londra                                                                | Inghilterra                                                           | 1 – 0                                                                 | Svezia                                                                | Amichevole                                                            | -                                                                     | 55’                                                                   |
| 5-6-2012                                                              | Solna                                                                 | Svezia                                                                | 2 – 1                                                                 | Serbia                                                                | Amichevole                                                            | -                                                                     | 74’                                                                   |
| 11-6-2012                                                             | Kiev                                                                  | Ucraina                                                               | 2 – 1                                                                 | Svezia                                                                | Euro 2012 - 1º turno                                                  | -                                                                     |                                                                       |
| 15-6-2012                                                             | Kiev                                                                  | Svezia                                                                | 2 – 3                                                                 | Inghilterra                                                           | Euro 2012 - 1º turno                                                  | -                                                                     | 66’                                                                   |
| 6-9-2012                                                              | Helsingborg                                                           | Svezia                                                                | 1 – 0                                                                 | Cina                                                                  | Amichevole                                                            | -                                                                     | 20’                                                                   |
| 11-9-2012                                                             | Malmö                                                                 | Svezia                                                                | 2 – 0                                                                 | Kazakistan                                                            | Qual. Mondiali 2014                                                   | -                                                                     |                                                                       |
| 12-10-2012                                                            | Tórshavn                                                              | Fær Øer                                                               | 1 – 2                                                                 | Svezia                                                                | Qual. Mondiali 2014                                                   | -                                                                     |                                                                       |
| 16-10-2012                                                            | Berlino                                                               | Germania                                                              | 4 – 4                                                                 | Svezia                                                                | Qual. Mondiali 2014                                                   | 1                                                                     |                                                                       |
| 14-11-2012                                                            | Solna                                                                 | Svezia                                                                | 4 – 2                                                                 | Inghilterra                                                           | Amichevole                                                            | -                                                                     | 73’                                                                   |
| 6-2-2013                                                              | Solna                                                                 | Svezia                                                                | 2 – 3                                                                 | Argentina                                                             | Amichevole                                                            | -                                                                     | 60’                                                                   |
| 22-3-2013                                                             | Solna                                                                 | Svezia                                                                | 0 – 0                                                                 | Irlanda                                                               | Qual. Mondiali 2014                                                   | -                                                                     | 46’                                                                   |
| 3-6-2013                                                              | Malmö                                                                 | Svezia                                                                | 1 – 0                                                                 | Macedonia                                                             | Amichevole                                                            | -                                                                     | 46’                                                                   |
| 7-6-2013                                                              | Vienna                                                                | Austria                                                               | 2 – 1                                                                 | Svezia                                                                | Qual. Mondiali 2014                                                   | -                                                                     |                                                                       |
| 11-6-2013                                                             | Solna                                                                 | Svezia                                                                | 2 – 0                                                                 | Fær Øer                                                               | Qual. Mondiali 2014                                                   | -                                                                     |                                                                       |
| 14-8-2013                                                             | Solna                                                                 | Svezia                                                                | 4 – 2                                                                 | Norvegia                                                              | Amichevole                                                            | -                                                                     | 77’                                                                   |
| 6-9-2013                                                              | Dublino                                                               | Irlanda                                                               | 1 – 2                                                                 | Svezia                                                                | Qual. Mondiali 2014                                                   | -                                                                     | 64’                                                                   |
| 11-10-2013                                                            | Solna                                                                 | Svezia                                                                | 2 – 1                                                                 | Austria                                                               | Qual. Mondiali 2014                                                   | -                                                                     | 66’                                                                   |
| 15-11-2013                                                            | Lisbona                                                               | Portogallo                                                            | 1 – 0                                                                 | Svezia                                                                | Qual. Mondiali 2014                                                   | -                                                                     |                                                                       |
| 19-11-2013                                                            | Solna                                                                 | Svezia                                                                | 2 – 3                                                                 | Portogallo                                                            | Qual. Mondiali 2014                                                   | -                                                                     |                                                                       |
| 28-5-2014                                                             | Copenaghen                                                            | Danimarca                                                             | 1 – 0                                                                 | Svezia                                                                | Amichevole                                                            | -                                                                     | 70’                                                                   |
| 1-6-2014                                                              | Solna                                                                 | Svezia                                                                | 0 – 2                                                                 | Belgio                                                                | Amichevole                                                            | -                                                                     | 85’                                                                   |
| 15-11-2014                                                            | Podgorica                                                             | Montenegro                                                            | 1 – 1                                                                 | Svezia                                                                | Qual. Mondiali 2014                                                   | -                                                                     | 46’                                                                   |
| 9-10-2015                                                             | Vaduz                                                                 | Liechtenstein                                                         | 0 – 2                                                                 | Svezia                                                                | Qual. Euro 2016                                                       | -                                                                     | 60’                                                                   |
| 12-10-2015                                                            | Solna                                                                 | Svezia                                                                | 2 – 0                                                                 | Moldavia                                                              | Qual. Euro 2016                                                       | -                                                                     | 83’                                                                   |
| 14-11-2015                                                            | Solna                                                                 | Svezia                                                                | 2 – 1                                                                 | Danimarca                                                             | Qual. Euro 2016                                                       | -                                                                     |                                                                       |
| 17-11-2015                                                            | Copenaghen                                                            | Danimarca                                                             | 2 – 2                                                                 | Svezia                                                                | Qual. Euro 2016                                                       | -                                                                     |                                                                       |
| 24-3-2016                                                             | Adalia                                                                | Turchia                                                               | 2 – 1                                                                 | Svezia                                                                | Amichevole                                                            | -                                                                     |                                                                       |
| 29-3-2016                                                             | Solna                                                                 | Svezia                                                                | 1 – 1                                                                 | Rep. Ceca                                                             | Amichevole                                                            | -                                                                     | 80’                                                                   |
| 30-5-2016                                                             | Malmö                                                                 | Svezia                                                                | 0 – 0                                                                 | Slovenia                                                              | Amichevole                                                            | -                                                                     | 46’                                                                   |
| 5-6-2016                                                              | Solna                                                                 | Svezia                                                                | 3 – 0                                                                 | Galles                                                                | Amichevole                                                            | 1                                                                     |                                                                       |
| 13-6-2016                                                             | Saint-Denis                                                           | Irlanda                                                               | 1 – 1                                                                 | Svezia                                                                | Euro 2016 - 1º turno                                                  | -                                                                     | 45’                                                                   |
| 6-9-2016                                                              | Solna                                                                 | Svezia                                                                | 1 – 1                                                                 | Paesi Bassi                                                           | Qual. Mondiali 2018                                                   | -                                                                     | 35’                                                                   |
| 7-10-2016                                                             | Lussemburgo                                                           | Lussemburgo                                                           | 0 – 1                                                                 | Svezia                                                                | Qual. Mondiali 2018                                                   | 1                                                                     |                                                                       |
| 25-3-2017                                                             | Solna                                                                 | Svezia                                                                | 4 – 0                                                                 | Bielorussia                                                           | Qual. Mondiali 2018                                                   | -                                                                     |                                                                       |
| 28-3-2017                                                             | Funchal                                                               | Portogallo                                                            | 2 – 3                                                                 | Svezia                                                                | Amichevole                                                            | -                                                                     | 70’                                                                   |
| 9-6-2017                                                              | Solna                                                                 | Svezia                                                                | 2 – 1                                                                 | Francia                                                               | Qual. Mondiali 2018                                                   | -                                                                     |                                                                       |
| 31-8-2017                                                             | Sofia                                                                 | Bulgaria                                                              | 3 – 2                                                                 | Svezia                                                                | Qual. Mondiali 2018                                                   | 1                                                                     |                                                                       |
| 3-9-2017                                                              | Borisov                                                               | Bielorussia                                                           | 0 – 4                                                                 | Svezia                                                                | Qual. Mondiali 2018                                                   | -                                                                     |                                                                       |
| 7-10-2017                                                             | Solna                                                                 | Svezia                                                                | 8 – 0                                                                 | Lussemburgo                                                           | Qual. Mondiali 2018                                                   | 1                                                                     | 62’                                                                   |
| 10-10-2017                                                            | Amsterdam                                                             | Paesi Bassi                                                           | 2 – 0                                                                 | Svezia                                                                | Qual. Mondiali 2018                                                   | -                                                                     | 55’                                                                   |
| 13-11-2017                                                            | Milano                                                                | Italia                                                                | 0 – 0                                                                 | Svezia                                                                | Qual. Mondiali 2018                                                   | -                                                                     | 65’                                                                   |
| 24-3-2018                                                             | Solna                                                                 | Svezia                                                                | 1 – 2                                                                 | Cile                                                                  | Amichevole                                                            | -                                                                     | 45’ 81’                                                               |
| 2-6-2018                                                              | Solna                                                                 | Svezia                                                                | 0 – 0                                                                 | Danimarca                                                             | Amichevole                                                            | -                                                                     | 74’                                                                   |
| 9-6-2018                                                              | Göteborg                                                              | Svezia                                                                | 0 – 0                                                                 | Perù                                                                  | Amichevole                                                            | -                                                                     | 70’                                                                   |
| 18-6-2018                                                             | Nižnij Novgorod                                                       | Svezia                                                                | 1 – 0                                                                 | Corea del Sud                                                         | Mondiali 2018 - 1º turno                                              | -                                                                     |                                                                       |
| 23-6-2018                                                             | Soči                                                                  | Germania                                                              | 2 – 1                                                                 | Svezia                                                                | Mondiali 2018 - 1º turno                                              | -                                                                     |                                                                       |
| 27-6-2018                                                             | Ekaterinburg                                                          | Messico                                                               | 0 – 3                                                                 | Svezia                                                                | Mondiali 2018 - 1º turno                                              | -                                                                     | 88’                                                                   |
| 3-7-2018                                                              | San Pietroburgo                                                       | Svezia                                                                | 1 – 0                                                                 | Svizzera                                                              | Mondiali 2018 - Ottavi di finale                                      | -                                                                     | 31’ 82’                                                               |
| 10-9-2018                                                             | Solna                                                                 | Svezia                                                                | 2 – 3                                                                 | Turchia                                                               | UEFA Nations League 2018-2019 - 1º turno                              | -                                                                     | 78’                                                                   |
| 11-10-2018                                                            | Kaliningrad                                                           | Russia                                                                | 0 – 0                                                                 | Svezia                                                                | UEFA Nations League 2018-2019 - 1º turno                              | -                                                                     |                                                                       |
| 17-11-2018                                                            | Eskişehir                                                             | Turchia                                                               | 0 – 1                                                                 | Svezia                                                                | UEFA Nations League 2018-2019 - 1º turno                              | -                                                                     |                                                                       |
| 20-11-2018                                                            | Solna                                                                 | Svezia                                                                | 2 – 0                                                                 | Russia                                                                | UEFA Nations League 2018-2019 - 1º turno                              | -                                                                     |                                                                       |
| 23-3-2019                                                             | Solna                                                                 | Svezia                                                                | 2 – 1                                                                 | Romania                                                               | Qual. Euro 2020                                                       | -                                                                     | 24’                                                                   |
| 7-6-2019                                                              | Solna                                                                 | Svezia                                                                | 3 – 0                                                                 | Malta                                                                 | Qual. Euro 2020                                                       | -                                                                     |                                                                       |
| 10-6-2019                                                             | Madrid                                                                | Spagna                                                                | 3 – 0                                                                 | Svezia                                                                | Qual. Euro 2020                                                       | -                                                                     |                                                                       |
| 5-9-2019                                                              | Tórshavn                                                              | Fær Øer                                                               | 0 – 4                                                                 | Svezia                                                                | Qual. Euro 2020                                                       | -                                                                     | 46’                                                                   |
| 8-9-2019                                                              | Solna                                                                 | Svezia                                                                | 1 – 1                                                                 | Norvegia                                                              | Qual. Euro 2020                                                       | -                                                                     |                                                                       |
| 12-10-2019                                                            | Ta' Qali                                                              | Malta                                                                 | 0 – 4                                                                 | Svezia                                                                | Qual. Euro 2020                                                       | -                                                                     |                                                                       |
| 15-10-2019                                                            | Stoccolma                                                             | Svezia                                                                | 1 – 1                                                                 | Spagna                                                                | Qual. Euro 2020                                                       | -                                                                     |                                                                       |
| 15-11-2019                                                            | Bucarest                                                              | Romania                                                               | 0 – 2                                                                 | Svezia                                                                | Qual. Euro 2020                                                       | -                                                                     |                                                                       |
| 5-9-2020                                                              | Solna                                                                 | Svezia                                                                | 0 – 1                                                                 | Francia                                                               | UEFA Nations League 2020-2021 - 1º turno                              | -                                                                     |                                                                       |
| 11-10-2020                                                            | Zagabria                                                              | Croazia                                                               | 2 – 1                                                                 | Svezia                                                                | UEFA Nations League 2020-2021 - 1º turno                              | -                                                                     |                                                                       |
| 14-10-2020                                                            | Lisbona                                                               | Portogallo                                                            | 3 – 0                                                                 | Svezia                                                                | UEFA Nations League 2020-2021 - 1º turno                              | -                                                                     | 54’                                                                   |
| 14-11-2020                                                            | Solna                                                                 | Svezia                                                                | 2 – 1                                                                 | Croazia                                                               | UEFA Nations League 2020-2021 - 1º turno                              | -                                                                     |                                                                       |
| 17-11-2020                                                            | Saint-Denis                                                           | Francia                                                               | 4 – 2                                                                 | Svezia                                                                | UEFA Nations League 2020-2021 - 1º turno                              | -                                                                     | 67’                                                                   |
| 25-3-2021                                                             | Solna                                                                 | Svezia                                                                | 1 – 0                                                                 | Georgia                                                               | Qual. Mondiali 2022                                                   | -                                                                     | 84’                                                                   |
| 28-3-2021                                                             | Pristina                                                              | Kosovo                                                                | 0 – 3                                                                 | Svezia                                                                | Qual. Mondiali 2022                                                   | -                                                                     |                                                                       |
| 5-6-2021                                                              | Solna                                                                 | Svezia                                                                | 3 – 1                                                                 | Armenia                                                               | Amichevole                                                            | -                                                                     | 71’                                                                   |
| 14-6-2021                                                             | Siviglia                                                              | Spagna                                                                | 0 – 0                                                                 | Svezia                                                                | Euro 2020 - 1º turno                                                  | -                                                                     | 55’ 75’                                                               |
| 18-6-2021                                                             | San Pietroburgo                                                       | Svezia                                                                | 1 – 0                                                                 | Slovacchia                                                            | Euro 2020 - 1º turno                                                  | -                                                                     |                                                                       |
| 23-6-2021                                                             | San Pietroburgo                                                       | Svezia                                                                | 3 – 2                                                                 | Polonia                                                               | Euro 2020 - 1º turno                                                  | -                                                                     | 68’                                                                   |
| 29-6-2021                                                             | Glasgow                                                               | Svezia                                                                | 1 – 2 dts                                                             | Ucraina                                                               | Euro 2020 - Ottavi di finale                                          | -                                                                     | 83’                                                                   |
| Totale                                                                |                                                                       | Presenze                                                              | 94                                                                    |                                                                       | Reti                                                                  | 6                                                                     |                                                                       |

## Palmarès

### Club

#### Competizioni nazionali
- Campionato norvegese: 2

Rosenborg: 2009, 2010
- Superfinalen: 1

Rosenborg: 2010
- Campionato scozzese: 7

Celtic: 2012-2013, 2013-2014, 2014-2015, 2015-2016, 2016-2017, 2017-2018, 2018-2019
- Coppa di Scozia: 4

Celtic: 2012-2013, 2016-2017, 2017-2018, 2018-2019
- Coppa di Lega scozzese: 4

Celtic: 2014-2015, 2016-2017, 2017-2018, 2018-2019

### Individuale
- Selezione UEFA dell'Europeo Under-21: 1

Svezia 2009